# فرودگاه بین‌المللی خلیج فارس

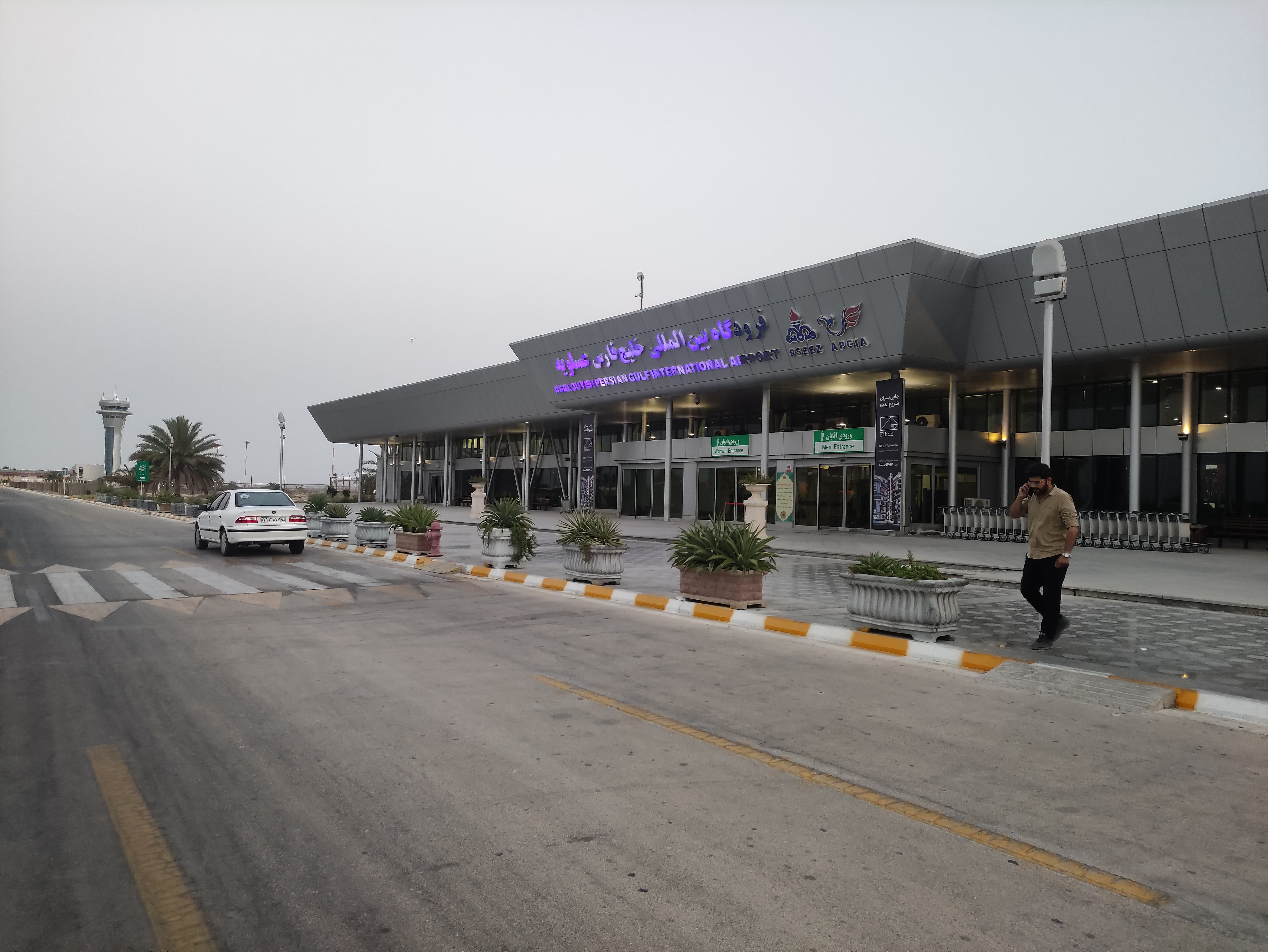
درب ترمینال فرودگاه خلیج فارس عسلویه

فرودگاه بین‌المللی خلیج فارس نام فرودگاهی در عسلویه استان بوشهر می‌باشد. این فرودگاه در ۱۶ کیلومتری جنوب شرقی فرودگاه عسلویه قرار گرفته‌است. این فرودگاه با وجود کوچک بودنش یکی از مجهزترین پایانه‌های مسافربری را دارد. از این فرودگاه به شهرهای تهران، مشهد، اراک، کرمانشاه، گرگان، اصفهان، شیراز، تبریز، اهواز، رشت، و ساری پرواز وجود دارد.

## شرکت‌های هواپیمایی و مقصدهای پروازی
| شرکت‌های هواپیمایی | مقصدهای پروازی |
| ----------------- | --- |
| هواپیمایی کاسپین  | فرودگاه مهرآباد تهران، فرودگاه شهید دستغیب شیراز، فرودگاه شهید هاشمی نژاد مشهد، فرودگاه بین‌المللی شهید مدنی تبریز   |
|                   | |
| هواپیمایی کارون   | اهواز، فرودگاه دشت ناز ساری ، شهید بهشتی اصفهان، فرودگاه مهرآباد تهران، فرودگاه کرمانشاه                            |
| کیش ایر           | شهید بهشتی اصفهان، شهید هاشمی‌نژاد مشهد، مهرآباد تهران، فرودگاه بین‌المللی شهید دستغیب شیراز                          |
| هواپیمایی قشم     | فرودگاه مهرآباد تهران، فرودگاه گرگان، فرودگاه بین‌المللی دشت ناز ساری                                                |
| هواپیمایی رایمون  | فرودگاه مهرآباد تهران، فرودگاه سردار جنگل رشت                                                                       |
| پارس ایر          | فرودگاه مهرآباد تهران                                                                                               |
| ایران ایر         | فرودگاه مهرآباد تهران، فرودگاه شهید بهشتی اصفهان                                                                    |
| هواپیمایی معراج   | فرودگاه مهرآباد تهران، فرودگاه بین المللی شهید مدنی تبریز، فرودگاه شهید بهشتی اصفهان                                |
| هواپیمایی آساجت   | فرودگاه مهرآباد تهران، فرودگاه اراک، فرودگاه کرمانشاه، فرودگاه سردار جنگل رشت، فرودگاه بین المللی شهید دستغیب شیراز |
| هواپیمایی وارش    | فرودگاه مهرآباد تهران، فرودگاه سردار جنگل رشت، فرودگاه شهید بهشتی اصفهان، فرودگاه بین‌المللی دشت ناز ساری            |